# Президентские выборы в Македонии (2014)
Президентские выборы в Республике Македонии прошли 13 (1-й тур) и 27 апреля (2-й тур) 2014 года. 2-й тур проходил одновременно с парламентскими выборами.
Во втором туре Георге Иванов набрал 55 % голосов избирателей и был вновь избран президентом Республики Македонии. Явка составила 54 %.

## Кандидаты
Всего было зарегистрировано 4 кандидата. Президент Македонии Георге Иванов баллотировался на второй срок от правящей партии ВМРО — ДПМНЕ. Кроме него в выборах участвовали Стево Пендаровски от Социал-демократического союза как основной оппозиционный кандидат, профессор Зоран Т. Поповски от гражданского движения ГРОМ и Ильяз Халими от Демократической партии албанцев.

## Результаты
В первом туре победу одержал действующий президент Георге Иванов сумевший набрать без малого 52 % голосов избирателей. Однако из-за низкой явки голосовавших он не был переизбран, так как по македонской Конституции для победы в первом туре требуется больше половины голосов не от числа голосовавших, а от числа всех избирателей. Во второй тур вышел также Стево Пендаровский, который набрал 37,5 % голосов избирателей.
Второй тур состоялся 27 апреля этого же года. Победу как и предполагалось одержал действующий президент Георге Иванов.
| Кандидат                                                                    | партия                                 | 1-й тур   | 1-й тур | 2-й тур   | 2-й тур |
| Кандидат                                                                    | партия                                 | Голоса    | %       | Голоса    | %       |
| --------------------------------------------------------------------------- | -------------------------------------- | --------- | ------- | --------- | ------- |
| Георге Иванов                                                               | ВМРО — ДПМНЕ                           | 449 442   | 51,69   | 534 910   | 55,28   |
| Стево Пендаровски                                                           | Социал-демократический союз            | 326 164   | 37,51   | 398 077   | 41,14   |
| Ильяз Халими                                                                | Демократическая партия албанцев        | 38 966    | 4,48    |           |         |
| Зоран Т. Поповски                                                           | Гражданская опция для Македонии (ГРОМ) | 31 368    | 3,61    |           |         |
| Недействительных/пустых бюллетеней                                          | Недействительных/пустых бюллетеней     | 23 677    | -       | 34 707    | -       |
| Всего                                                                       | Всего                                  | 869 547   | 100     | 967 676   | 100     |
| Зарегистрированных избирателей/Явка                                         | Зарегистрированных избирателей/Явка    | 1 779 572 | 48,86   | 1 779 572 | 54,36   |
| Источник: ЦИК Македонии Архивная копия от 29 апреля 2014 на Wayback Machine |                                        |           |         |           |         |